# Otín (Planá)
Otín (německy Ottenreuth) je malá vesnice, část města Planá v okrese Tachov v Plzeňském kraji. Nachází se asi čtyři kilometry východně od Plané. Je zde evidováno 28 adres. V roce 2011 zde trvale žilo 65 obyvatel.
Otín leží v katastrálním území Otín u Plané o rozloze 4,35 km².

## Historie
První písemná zmínka o vesnici pochází z roku 1355. Ve 14. století zde pravděpodobně vznikla tvrz, jejíž popis se zachoval v urbáři plánského panství z roku 1641. Tvrz stávala jižně od kostela v areálu poplužního dvora. Neudržované objekty dvora a zřícenina budovy tvrze byly beze zbytku odstraněny na přelomu padesátých a šedesátých let 20. století.

## Obyvatelstvo
| Rok            | 1869 | 1880 | 1890 | 1900 | 1910 | 1921 | 1930 | 1950 | 1961 | 1970 | 1980 | 1991 | 2001 | 2011 | 2021 |
| -------------- | ---- | ---- | ---- | ---- | ---- | ---- | ---- | ---- | ---- | ---- | ---- | ---- | ---- | ---- | ---- |
| Počet obyvatel | 206  | 205  | 211  | 214  | 213  | 217  | 204  | 95   | 95   | 112  | 84   | 72   | 63   | 65   | 64   |
| Počet domů     | 35   | 35   | 35   | 35   | 38   | 38   | 40   | 30   | 52   | 24   | 23   | 24   | 27   | 27   | 29   |

## Obecní správa
Při sčítání lidu v letech 1850–1963 Otín byl samostatnou obcí, se kterým patřil nejprve do okresu Planá, ale v roce 1950 v okrese Mariánské Lázně. Od roku 1964 je částí města Planá v okrese Tachov. V letech 1950–1963 k obci patřil Křínov.

## Pamětihodnosti
Z budov zapsaných v seznamu nemovitých kulturních památek se v Otíně nachází kostel Jména Panny Marie. Vystavěn byl původně v přechodném románsko-gotickém stylu, později byl přestavován goticky (přistavěn presbytář), barokně (přestavěna loď) a klasicistně (přistavěna věž). Ve druhé polovině 20. století se kostel vinou neúdržby postupně změnil ve zříceninu a ocitl se na pokraji úplného zániku. V současnosti (září 2014) je budova provizorně zastřešena.